# Liese Prokop-vrouwenprijs
Liese Prokop-vrouwenprijs is de prijs genoemd naar Liese Prokop en wordt toegekend aan Neder-Oostenrijkse vrouwen. De prijs is in het leven geroepen door de Oostenrijkse politicus Erwin Pröll en politica Johanna Mikl-Leitner ter herinnering aan Liese Prokop en wordt uitgereikt aan vrouwen die door hun persoonlijkheid, optreden en werkzaamheden in Neder-Oostenrijk opvallen door journalistiek of wetenschappelijk werk, artistieke of economische prestaties of door sociaal maatschappelijke inzet.
Criteria voor genomineerden zijn:
- Relatie met Neder-Oostenrijk:
  - Geboren of wonend in Neder-Oostenrijk
  - Levert een bijdrage aan Neder-Oostenrijk
- Is een rolmodel in minimaal een van de volgende gebieden:
  - Uitzonderlijk toegewijd in haar werk
  - Langdurig succesvol betrokken bij verenigingen of instituten
  - Stimuleert gelijke behandeling van vrouwen en mannen
- Uitzonderlijk prestaties in minstens een van de volgende gebieden:
  - Journalistiek werk
  - Wetenschap
  - Kunst
  - Economie
  - stimuleert begrip tussen culturen
  - is sociaal bewogen met aandacht voor verschillende generaties

Genomineerden kunnen worden voorgedragen voor vier categorieën:
- Economie
- Wetenschap
- Kunst, cultuur en media
- Sociaal en generaties

Per categorie worden drie vrouwen genomineerd. De winnaar ontvangt 10.000 euro, een van de hoogste bedragen voor een prijs binnen Duits sprekende landen. 
| Jaar | Winnares           |
| ---- | ------------------ |
| 2017 | Patricia Engel     |
| 2012 | Maria Hengstberger |
| 2009 | Andrea Kirner      |
| 2008 | Hildegard Teuschl  |
| 2007 | Maria Loley        |